# Ратко Варда
Ратко Варда (серб. Ratko Varda; нар. 6 травня 1979, Градишка, СР Боснія і Герцеговина, СФРЮ) — сербський професійний баскетболіст, який грав на позиції центрового.
Варда почав займатися баскетболом у дитячій спортивній школі белградського клубу "Црвена Зірка" (Белград). У 1993 році опинився в молодіжній команді іншого столичного клубу, «Партизана». У 2001 році виставив свою кандидатуру на драфт НБА, але не був обраний. Пізніше того ж року як вільний агент підписав контракт із клубом "Детройт Пістонс", у сезоні 2002/2003 перейшов у "Вашингтон Уізардс". За два сезони в НБА взяв участь лише в одному матчі регулярного чемпіонату за «Пістонс», провів на майданчику 6 хвилин, набрав 5 очок, зробив підбір.
У 2003 році Варда повернувся до Європи, виступав за словенську "Олімпію", грецький "Аполлон", турецький "Бешикташ", український БК «Київ», іспанські "Реал" та "Менорку". У серпні 2008 року підписав контракт на два роки з литовським "Жальгірісом" (Каунас), проте вже в листопаді розірвав контракт до «Жальгірісом» через фінансові проблеми в клубі.

## Досягнення
- 1995, 1996, 1997 — чемпіон Югославії («Партизан», Белград).
- 1998 — чемпіон Європи серед молодіжних (до 22 років) команд (збірна Югославії);
- 2003 — володар Кубка Словенії («Олімпія», Любляна);
- 2005 — грав у Матчі всіх зірок Євроліги ФІБА ;
- 2006 — учасник Фіналу чотирьох Євроліги ФІБА (БК «Київ»);
- 2007 — володар Кубка УЛЕБ («Реал», Мадрид);